# 高汾

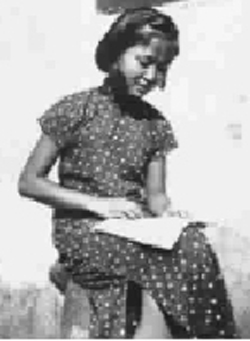
中学时代的高汾在看书

高汾（1920年—2013年11月20日），女，江苏江阴人，中华民国及中华人民共和国记者。

## 生平

### 成为记者

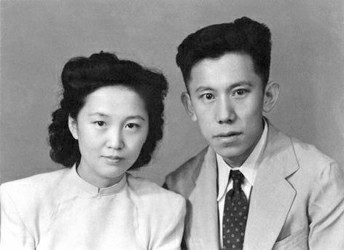
1940年代的高集、高汾

18岁时，高汾进入《救亡日报》当记者，同年加入中国共产党。1941年《救亡日报》停刊后，她来到茅盾领导的香港文通社工作，后来又到赣南的《正氣日報》、《赣州日报》工作。
1944年秋，高汾离开赣南赴陪都重庆，进入《新民报》担任记者，负责报道文化新闻。刚来到重庆的高汾缺少落脚之地，便住进文化人聚居的“碧庐”，这是回国参与抗日战争的华侨唐瑜建造的一座竹结构简易房，专供自上海等地来到重庆后没有栖身之处的人士居住。音乐家盛家伦、灯光师沈剡、剧作家吴祖光、电影演员金山、张瑞芳、吕恩、民主人士萨空了、沈求我、女画家方菁、《大公报》记者高集等人都曾居住在此。这些人中，除高汾、高集是记者之外，其他人当时都无固定职业，生活近乎“流浪”，他们便戏称自己像“二流子”。一次，郭沫若前来看望他们，开玩笑说：“我看你们这里就叫做‘二流堂’吧。”于是“二流堂”之名便在重庆的文化人中叫开。当时，“二流堂”是这些文化人议论时政、交流文艺的场所。高汾抵达重庆后，她的中共组织关系转至曾家岩的中共办事处，所以有机会在中共办事处见到周恩来和邓颖超，邓颖超叫她“小高”，并问起她的姐姐高灏在江西的情况。
1945年3月18日，高汾和高集结婚。高集是报业巨头张季鸾的内侄，高集的父亲曾任中华民国国民政府铁道部秘书、烟酒税局局长，高集是重庆的知名记者。成婚当天，郭沫若为他们写下一首贺诗：“宏抒康济夜深时，各具生花笔一枝。但愿普天无匮乏，何劳双鲤系相思？域中潮浪争民主，海上风云漾曙曦。特取巴黎公社日，朋簪聚贺泛琼卮。”当时周恩来恰好回延安了，返回重庆后，便特地设宴款待高集和高汾、金山和张瑞芳、黄苗子和郁风这三对新婚夫妇。1945年，周恩来和邓颖超自延安回到重庆时，带来一批陕甘宁边区延安人民土法生产的毛料，赠给高汾、高集一份。

### 任职大公报

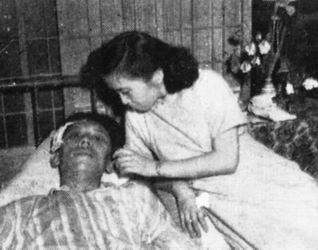
1946年6月，“下关惨案”后高集、高汾在医院

抗日战争胜利后，高汾进入《大公报》，和高集共同呼吁民主、和平，报道国共和谈，被同人们戏称为“夫唱妇随”。1946年5月，国民政府还都南京。同年4月，高汾随高集乘坐美国军用飞机赴南京，任《大公报》南京办事处记者，高集任《大公报》南京办事处副主任，二人继续报道国共和谈。同年6月13日，在南京“下关惨案”中，高集等人被中国国民党打手殴打受伤，周恩来连夜赴医院慰问。当时已怀孕的高汾和郁风等人赴现场声援。
1947年，高汾、高集被调往上海，高汾担任上海《大公报》记者，高集则任上海《大公报》夜班编辑。
1949年6月，中国人民政治协商会议第一届全体会议筹备会（俗称“新政协筹备会”）在北平开幕。高汾奉上海《大公报》派遣，赴北平采访。《周恩来年谱》记载，1949年7月12日，周恩来约胡乔木在中南海颐年堂请新闻界友人聚餐，并且回答他们提出的问题。高汾和新闻界名人朱启平、邓季惺、浦熙修、徐盈、彭子冈、储安平、萨空了、胡愈之、刘尊棋、宦乡应邀赴中南海。在胡乔木的陪同下，周恩来到会见厅和众人一一握手，并询问每个人的近况。当时，正在天津任职的高集因病住院，周恩来让高汾转达他对高集的问候。事后，周恩来亲自过问，安排高集转到北京治疗，并且亲赴医院探望。
1949年9月中旬，中国人民政治协商会议第一届全体会议各项筹备工作基本就绪，各地的政协代表先后到达北平。9月13日，高汾对新政协特邀代表、出版家张元济进行了两小时的访谈。9月17日，新政协最后一次筹备会举行，会间休息时，记者们围住毛泽东，毛泽东遂与大家一一握手并交谈。高汾挤到前面说道：“毛主席，你比1945年到重庆与蒋介石谈判的时候胖了。”毛泽东仰头大笑，随后指着高汾穿的半高跟空花皮鞋问：“你知道不知道，上海对你这种皮鞋叫什么？”高汾一时没答上来。毛泽东说：“上海给这种鞋子叫‘空前绝后’。”在场记者都被逗笑了。
1949年9月21日，中国人民政治协商会议第一届全体会议开幕。当日下午6时半，高汾作为上海《大公报》赴北平采访中国人民政治协商会议第一届全体会议开幕的记者，与《解放日报》的林淡秋、《文汇报》的唐海、《新闻日报》的陆诒等记者一同受到毛泽东接见。

### 调往北京

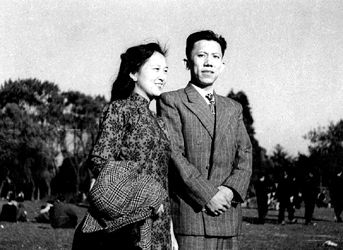
中华人民共和国成立初期的高集、高汾

中华人民共和国成立后，高汾任《大公报》首都记者组组长。丈夫高集则被范长江请到《人民日报》领导报道国际新闻。高汾先后写下了《新社会把鬼变成人——记北京封闭妓院》、《从黑暗到黎明——记北京妓女改造工作》、《臭水坑变成了美丽的新湖——记北京陶然亭、龙潭的疏浚工程》等报道。1950年的一日，政务院总理周恩来和邓颖超邀请高汾、高集夫妇来到中南海西花厅吃饭，同席的有孙维世、张瑞芳、金山等人。饭后，周恩来向高汾了解《大公报》驻北京办事处的工作情况，称赞《大公报》多年来培养了许多人才，干部的事业心强，一些办报经验值得借鉴，并且勉励高汾做好工作。
1951年10月，高汾当选为中国妇女代表团成员，出席了在北京召开的亚洲和太平洋地区妇女代表大会。会议期间，她撰写了《团结友爱的大合唱》、《和平使者在农村》等等会议侧记。大会举行之后，她先后发表了《爱伦堡和聂鲁达在北京》、《访法国作家罗阿》、《访苏联芭蕾舞蹈家乌兰诺娃和康德拉托夫》等报道。
1953年11月，朝鲜战争停战不久，高汾赴朝鲜访问，写下了《访金日成元帅的故乡和故居》、《每个人都是建筑工人——记平壤盖房子的热潮》、《人比钢铁更强——访朝鲜降仙炼钢厂》、《从废墟上建立的平壤纺织厂》、《他们伟大的理想将加速实现——记平壤金策工业大学》等报道。
1950年代初，高汾发表了大批新闻作品。但同时，高汾的姐姐高灏却因病常年卧床，中华人民共和国成立后曾几度住进精神病院，再未重拾新闻事业。

### 右派生涯
1957年，高汾进入中共中央高级党校学习，恰逢反右运动爆发，她被打成“右派”，发往黑龙江北大荒劳动。1959年底，摘去右派帽子返回北京，重新回到《大公报》社，被安排在《大公报》副刊“文化园地”编辑室工作。在此期间，她发表了《在江幼农同志家里作客》、《张瑞芳谈李双双》、《永远做人民电影的先锋——记新闻电影战线的优秀摄影师》等报道。
1963年11月，《大公报》约请向来对青年教育十分关心的邓颖超就话剧《年轻的一代》发表看法。同年11月8日，邓颖超特地在中南海西花厅接见高汾。见面后，邓颖超拉着高汾的手，边端详边说：“瞧你活得不赖嘛！”后来邓颖超一再说“今天瞧你不错，我很高兴。”显然邓颖超了解高汾被打成“右派”后的经历。高汾十分感动。邓颖超还问高汾有几个孩子，高集身体怎么样，高灏、朱洁夫夫妇的情况，希望高灏早日病愈出院。正在说话时，周恩来走进来，一下便认出高汾，叫她“小高”。谈到话剧《年轻的一代》时，周恩来、邓颖超都认为此剧颇有现实意义，认为对干部子弟的教育是迫切问题。临别时，邓颖超对高汾说：“以后有机会再来看我。”高汾对此次会面终身难忘，晚年还在《老报人的回忆》、《记者生涯记事二则》中提及此次采访。
文化大革命爆发后，1967年高汾被列为专政对象，下放到新华书店邮购部当店员。1970年，高汾的姐姐高灏逝世，享年53岁。高汾难忘当年与姐姐高灏在《救亡日报》一起工作的情景，曾抄录姐姐的多篇作品收藏，即便在文化大革命期间也未丢弃。

### 改革大潮
1978年，高汾获得平反，重新投身新闻工作，先后在《财贸战线》、《中国财贸报》、《经济日报》任副刊编辑。1982年6月，在参加全国记协举办的老新闻工作者读书班后，她写下《旅顺口吊万忠墓》、《棒棰岛采石》等文章。此后，她接连发表《叶浅予在杭州》、《童心未泯美好心灵 ——张瑞芳演陶奶奶》、 《在那温馨的小院——记诗人艾青的一天》、《一个老党员的一天——记中顾委委员夏衍同志》等人物专访。
1982年秋，高汾回到家乡江阴，采访全国农业先进典型华西大队。随后她写出《珠耀龙腾》一文，文中写道：“我感到华西令人神往的，不光是物质的富足，更是精神上的美！文明新风吹拂着这个锦绣村庄！”“华西人用自己的双手改造了大自然，也给自己创造了幸福的生活。”高汾对华西村的报道、采写的《项南谈福建经济建设》、对夏衍的专访等发表之后都获好评。
1985年5月8日，全国政协主席邓颖超在北京会见自国外来访的老记者陆铿、赵浩生及多位当年在国统区工作过的老编辑、老记者。高汾也应邀来人民大会堂台湾厅，再度见到了邓颖超。高汾的丈夫高集此时出差在外，未克出席。二十多年没见，邓颖超依然能叫出高汾、高集、高灏的名字。在为时一个多小时的会见中，邓颖超和大家畅叙友情。高汾后来在《老报人的回忆》一文中写道：“我站在大姐身边，感到一股幸福的暖流流遍全身。大姐，您永远是我们的大姐，永远是我们的亲人。”
1986年，高汾自《经济日报》社离休后，复刊不久的上海《新民晚报》聘请高汾担任驻北京特派记者，为该报在北京采写新闻并且组稿。1980年代后期，作为上海《新民晚报》驻北京记者，她在北京采访过几十位文艺界名人，包括刘海粟、李可染、白杨、秦怡、于是之、黄永玉、萧乾、潘虹、刘晓庆、马兰、六小龄童、吴天明、张艺谋、李淑贤、陈道明、琼瑶等。直到80多岁，她还为《新民晚报﹒夜光杯》撰稿及约稿，获同事誉为“终身荣誉职工”。
在几十年的新闻生涯中，高汾先后采访过毛泽东、周恩来、宋庆龄、叶挺等政界领袖，爱伦堡、聂鲁达、乌兰诺娃等文化名人，写出了报道中国人民政治协商会议第一届全体会议开幕的新闻《开幕盛典》、报道中华人民共和国开国大典的《震撼世界的一日》等知名新闻。1991年，高集、高汾夫妇从他们写的新闻作品及散文中选出64篇，出版了《天涯集》一书。1992年起，高汾享受政府特殊津贴。1995年6月，在北京召开“首都女新闻工作者表彰大会”，高汾等70多名从业几十年的女性新闻工作者受到大会表彰。
2013年11月20日，高汾在北京病逝，享年93岁。她是抗日战争时期重庆“二流堂”成员中最后一位逝世者。2013年11月28日，高汾遗体告别仪式在北京八宝山革命公墓梅厅举行。高汾逝世后，其好友袁鹰、曾敏之、邵燕祥、谭文瑞等人纷纷撰写文章或挽联挽诗悼念。

## 家庭
- 丈夫：高集，《大公报》记者。民国卅四年（1945年）3月18日，和高汾在重庆结婚。婚礼上收到王昆仑的诗幛、郭沫若在签到簿上题诗，当晚还在“二流堂”的大厅举办了一个小型舞会，金山、张瑞芳、吕恩即兴表演了舞蹈。高集和高汾举行婚礼时，周恩来恰好回延安了，后来周恩来回到重庆后，专门设宴招待高集和高汾、金山和张瑞芳、黄苗子和郁风这三对新婚夫妇。[5]
- 女儿：高宁，中学毕业于北京师范大学附属女子中学。《人民日报》记者。
  - 女婿：张宝林，《华夏时报》社长。